# Okręg wyborczy Peterborough
Okręg wyborczy Peterborough powstał w 1541 r. i wysyłał do angielskiej, a następnie brytyjskiej, Izby Gmin dwóch deputowanych. Okręg obejmuje miasto Peterborough w hrabstwie Northamptonshire i okolice.
Pierwszych deputowanych okręg wysłał w 1547 r. Przed wojną domową wielu deputowanych należało do stanu duchownego. Przez 200 lat po Restauracji deputowanymi zostawali wyłącznie członkowie rodziny Fitzwilliamów lub ich protegowani, co uczyniło z okręgu bastin wigów. Zmniejszenie liczby deputowanych w 1885 r. do jednego, rozłam wśród Liberałów oraz przyłączenie w 1918 r. wiejskiej części okręgu North Northamptonshire sprawiło, że Peterborough stało się okręgiem konserwatywnym, aczkolwiek w momentach największych zwycięstw swojej partii, deputowanymi byli Laburzyści.

## Deputowani do brytyjskiej Izby Gmin z okręgu Peterborough

### Deputowani w latach 1541–1660
- 1547–1553: Wymond Carewe
- 1547–1553: Richard Pallady
- 1553–1554: Walter Mildmay
- 1553–1554: William Fitzwilliam
- 1554: Giles Isham
- 1554: William Lyvelly
- 1554–1555: John Gamble
- 1555–1558: Maurice Tyrell
- 1555–1558: John Mountsteven
- 1558–1562: William Fitzwilliam
- 1558–1572: Robert Wyngfyld Młodszy
- 1562–1572: John Fitzwilliam
- 1572–1584: Hugh Fitzwilliam
- 1572–1584: Humphrey Mildmay
- 1584–1588: William Fitzwilliam
- 1584–1586: James Scambler
- 1586–1588: Thomas Hacke
- 1588–1597: Thomas Reede
- 1588–1592: Thomas Howland
- 1592–1597: Thomas Hacke
- 1597–1601: John Wingfield
- 1597–1601: Richard Cecil of Wakerley
- 1601–1603: Nicholas Tufton
- 1601–1603: Goddard Pemberton
- 1603–1614: Richard Cecil of Wakerley
- 1603–1620: Edward Wymarke
- 1614–1620: William Walter
- 1620–1623: Mildmay Fane
- 1620–1623: Walter Fitzwilliam
- 1623–1624: Francis Fane
- 1623–1640: Laurance Whitacre
- 1624–1625: Christopher Hatton
- 1625–1640: Mildmay Fane, lord Burghersh
- 1640–1640: David Cecil, lord Burghley
- 1640–1654: William Fitzwilliam, 2. baron Fitzwilliam
- 1640–1654: Robert Napier
- 1654–1658: Humphrey Orme
- 1658–1660: Francis St. John
- 1658–1660: Alexander Blake

### Deputowani w latach 1660–1885
- 1660–1661: Charles Fane, lord le Despence
- 1660–1671: Humphrey Orme
- 1661–1661: Edward Palmer, wigowie
- 1661–1679: William Fitzwilliam, 3. baron Fitzwilliam, wigowie
- 1671–1679: Vere Fane, wigowie
- 1679–1685: Francis St. John, wigowie
- 1679–1681: Charles Orme, wigowie
- 1681–1685: William Fitzwilliam, 3. baron Fitzwilliam, wigowie
- 1685–1689: Charles Fitzwilliam, wigowie
- 1685–1688: Charles Orme, wigowie
- 1688–1698: Gilbert Dolben, wigowie
- 1689–1698: William Brownlow, wigowie
- 1698–1710: Sidney Wortley-Montagu, wigowie
- 1698–1701: Francis St. John, wigowie
- 1701–1710: Gilbert Dolben, wigowie
- 1710–1729: John Fitzwilliam, wicehrabia Miltown, wigowie
- 1710–1722: Charles Parker, wigowie
- 1722–1727: Sidney Wortley-Montagu, wigowie
- 1727–1727: Edward O’Bryan, torysi
- 1727–1729: Sidney Wortley-Montagu, wigowie
- 1729–1734: Joseph Banks, wigowie
- 1729–1733: Charles Gounter-Nicoll, wigowie
- 1733–1741: Armstead Parker, wigowie
- 1734–1761: Edward Wortley-Montagu, wigowie
- 1741–1742: William Fitzwilliam, 3. hrabia Fitzwilliam, wigowie
- 1742–1747: Armstead Parker, wigowie
- 1747–1768: Matthew Lamb, wigowie
- 1761–1768: Armstead Parker, wigowie
- 1768–1780: Matthew Wyldbore, wigowie
- 1768–1774: Henry Belasyse, wicehrabia Belasyse, wigowie
- 1774–1796: Richard Benyon Młodszy, wigowie
- 1780–1786: James Farrel Phipps, wigowie
- 1786–1802: Lionel Damer, wigowie
- 1796–1809: French Laurence, wigowie
- 1802–1819: William Elliot, wigowie
- 1809–1812: Francis Russell, markiz Tavistock, wigowie
- 1812–1816: George Ponsonby, Wigowie
- 1816–1819: William Lamb, wigowie
- 1819–1830: James Scarlett, wigowie
- 1819–1847: Robert Heron, wigowie
- 1830–1833: Charles Wentworth-Fitzwilliam, wicehrabia Milton, wigowie
- 1833–1841: John Nicholas Fazakerley, wigowie
- 1841–1859: George Wentworth-Fitzwilliam, wigowie
- 1847–1852: William Cavendish, wigowie
- 1852–1852: Richard Watson, wigowie
- 1852–1853: George Hammond Whalley, wigowie
- 1853–1868: Thomson Hankey, wigowie
- 1859–1878: George Hammond Whalley, Partia Liberalna
- 1868–1874: William Wells, Partia Liberalna
- 1874–1878: Thomson Hankey, Partia Liberalna
- 1878–1885: William Wentworth-FitzWilliam, Partia Liberalna
- 1880–1883: George Hampden Whalley, Partia Liberalna
- 1883–1885: Sydney Buxton, Partia Liberalna

### Deputowani po 1885
- 1885–1889: William Wentworth-FitzWilliam, Partia Liberalna
- 1889–1895: Alpheus Cleophas Morton, Partia Liberalno-Unionistyczna
- 1895–1906: Robert Purvis, Partia Konserwatywna
- 1906–1918: Granville George Greenwood, Partia Liberalna
- 1918–1929: Henry Brassey, Partia Konserwatywna
- 1929–1931: James Francis Horrabin, Partia Pracy
- 1931–1943: David Cecil, lord Burghley, Partia Konserwatywna
- 1943–1945: John Hely-Hutchinson, wicehrabia Suirdale, Partia Konserwatywna
- 1945–1950: Stanley Tiffany, Co-operative Party
- 1950–1974: Harmar Nicholls, Partia Konserwatywna
- 1974–1979: Michael Ward, Partia Pracy
- 1979–1997: Brian Mawhinney, Partia Konserwatywna
- 1997–2005: Helen Clark, Partia Pracy
- 2005 –: Stewart Jackson, Partia Konserwatywna